# کاروانسرای قلعه عسگر
کاروانسرای قلعه عسگر مربوط به دوره قاجار است و در شهرستان بردسیر، روستای قلعه عسگر واقع شده و این اثر در تاریخ ۲۴ اسفند ۱۳۸۳ با شمارهٔ ثبت ۱۱۳۸۴ به‌عنوان یکی از آثار ملی ایران به ثبت رسیده است.